# Мобилна технологија
Мобилна технологија је врста технологије у којој корисник користи мобилни телефон за потребе комуникације са колегама, породицом, пријатељима и другим људима. Она је постала саставни део сваког модерног радног места и пресудна је како у приватном, тако и у пословном окружењу. 
Мобилне технологије представљају витални део модерног друштва, трансформишући начин на који се комуницира, ради и живи. Од скромних почетака мобилних телефона до доба паметних уређаја, мобилна технологија је доживела прогрес, мењајући свакодневне активности. Еволуција мобилних технологија  изазвала је фундаменталне промене у начину на који се људи повезују са светом око себе, постајући саставни део свакодневице. 

## Развој мобилне технологије
Последњих неколико деценија, мобилна технологија се убрзано развија, замењујући друге сличне изворе комуникације, као што су поште и фиксни телефони.  Од првих дана 1Г мреже до данашње 5Г ере, еволуција мобилне технологије је направила револуцију у начину на који се комуницира и приступа информацијама. Некадашњи велики мобилни телефони постали су мањи и једноставнији за употребу. 

## Еволуција мобилне технологије од 1Г до 5Г
- 1G:  Прва генерација мобилних технологија, позната као 1Г, представљена је 80-их година. Она је била први корак ка бежичној комуникацији и означила је почетак мобилних телефона и мрежа. Користила је аналогну технологију за пренос гласовних сигнала. Ови телефони су имали ограничен домет и нису имали напредне функције које су присутне у савременим уређајима.

Телефони прве генерације имали су ограничене капацитете, ограничено трајање батерије и нису омогућавали пренос података или приступ интернету као данашњи уређаји. 1Г је означио пионирску фазу мобилне телефоније која је трансформисала начин комуникације омогућавајући људима да буду повезани и док су у покрету.
Мобилна технологија 1Г је била први корак у изградњи инфраструктуре за мобилну телефонију и поставила је темеље за будуће генерације мобилних мрежа, које су доносиле дигитализацију и веће брзине преноса података. 
- 2G: Долазак друге генерације (2Г) мобилне технологије означио је прелазак са аналогних на дигиталне сигнале, омогућавајући унапређен квалитет звука и већу ефикасност у преносу података. 2Г је донео дигитализацију мобилних мрежа, што је резултирало већом поузданошћу, побољшаном сигурношћу комуникације и могућношћу преноса СМС порука.

Развој 2Г технологије довео је практичнијих мобилних телефона, отварајући пут за увођење иновација и већу заступљеност мобилних уређаја међу широм популацијом. Увођење 2Г технологије омогућило је већу покривеност сигналом, проширујући приступ мобилној комуникацији на рурална подручја и мање развијене регионе.

Ова генерација је представљала прекретницу у мобилној технологији отварајући пут за развој нових услуга попут мобилног интернета, чиме је поставила основе за дигиталну трансформацију. 
- 3G: Трећа генерација мобилне комуникације (3Г) се односи на мобилну комуникацијску мрежу нове генерације која комбинује бежичну комуникацију с мултимедијским комуникацијама попут интернета.

3Г је донео промене што је омогућило корисницима да обављају видео позиве, преузимају податке и приступају интернету на мобилним уређајима са знатно побољшаном брзином и стабилношћу. Ова технологија представљала је корак напред у развоју мобилне инфраструктуре, пружајући унапређене услуге и допринела је развоју нових мобилних апликација и сервиса. 
- 4G: 4Г је позната као четврта генерација бежичне комуникационе технологије која својим корисницима пружа брзину до 100Мбпс.

Ова генерација мења начин на који се користе мобилни уређаји, пружа већу стабилност, побољшану брзину преноса података и дозвољава стреаминг висококвалитетног мултимедијалног садржаја.
4Г технологија је унапредила искуство корисника, једноставнији приступ интернету, брже преузимање података и бољу повезаност у урбаним и руралним подручјима. Увођење 4Г технологије поставило је темеље за развој нових апликација, услуга и технолошких иновација.
Четврта генерација мобилне технологије је значајно утицала на економију, пословна окружења и промене у начину комуникације и пословања.
- 5G: Пета генерација (5Г) мобилне технологије пружа већу брзину преноса података,  ниску латенцију и већу поузданост у комуникацији,  омогућава својим корисницима да брже преузимају садржај, уживају у висококвалитетном стреамингу и користе напредне апликације на својим мобилним уређајима. 5Г трансформише начин на који се комуницира, послује и користе технологије, отварајући врата за паметне градове, аутономну вожњу, виртуелну и проширену стварност.  Осим брзине, 5Г технологија смањује латенцију на минимум, што је кључно за развој Интернет ствари (ИоТ) и паметних уређаја. Увођењем 5Г технологије, остварује се револуција у здравству, образовању, индустрији и многим другим секторима.

## Значај мобилне технологије
Мобилне технологије имају изузетан значај јер су постале камен темељац глобалне повезаности, омогућавајући брзу размену информација широм света. Оне су трансформисале начин на који се комуницира, олакшавајући тренутну комуникацију путем текстуалних порука, позива, видео разговора и друштвених медија. Омогућен је бржи и једноставнији приступ кључним информацијама, потенцијалним услугама и бројним могућностима за унапређивање квалитета и продуктивности различитих домена и сектора, укључујући здравство, учење и образовање, финансије и банкарство. 

## Будућност мобилних технологија
Напредак у области вештачке интелигенције, проширене стварности (АР) и интернет ствари (ИоТ) најављује нову еру у којој ће мобилни уређаји постати центар дигиталног начина живота. 
Очекује се да ће 5Г технологија побољшати брзину, поузданост и капацитет преноса података, отварајући пут новим апликацијама и услугама које ће трансформисати начин на који се користе мобилни уређаји. У наредним годинама, мобилне технологије ће се фокусирати на унапређење сигурности, интегритета података и заштите приватности корисника, одговарајући на изазове сајбер претњи.
Повезаност уређаја, развој паметних градова и раст мобилних екосистема допринеће стварању окружења где ће мобилни уређаји постати кључни у унапређењу свакодневице, од здравства и образовања до пословања и повезивања са околином.